# Heikki Malmivirta
Heikki Vilho Esaias Malmivirta (Piikkiö, 6 de julho de 1898 – Piikkiö, 18 de janeiro de 1956) foi um atleta filandês de lançamento do disco.
Participou nos Jogos Olímpicos de Verão de 1924, terminando na oitava posição.